# Laval Nugent von Westmeath

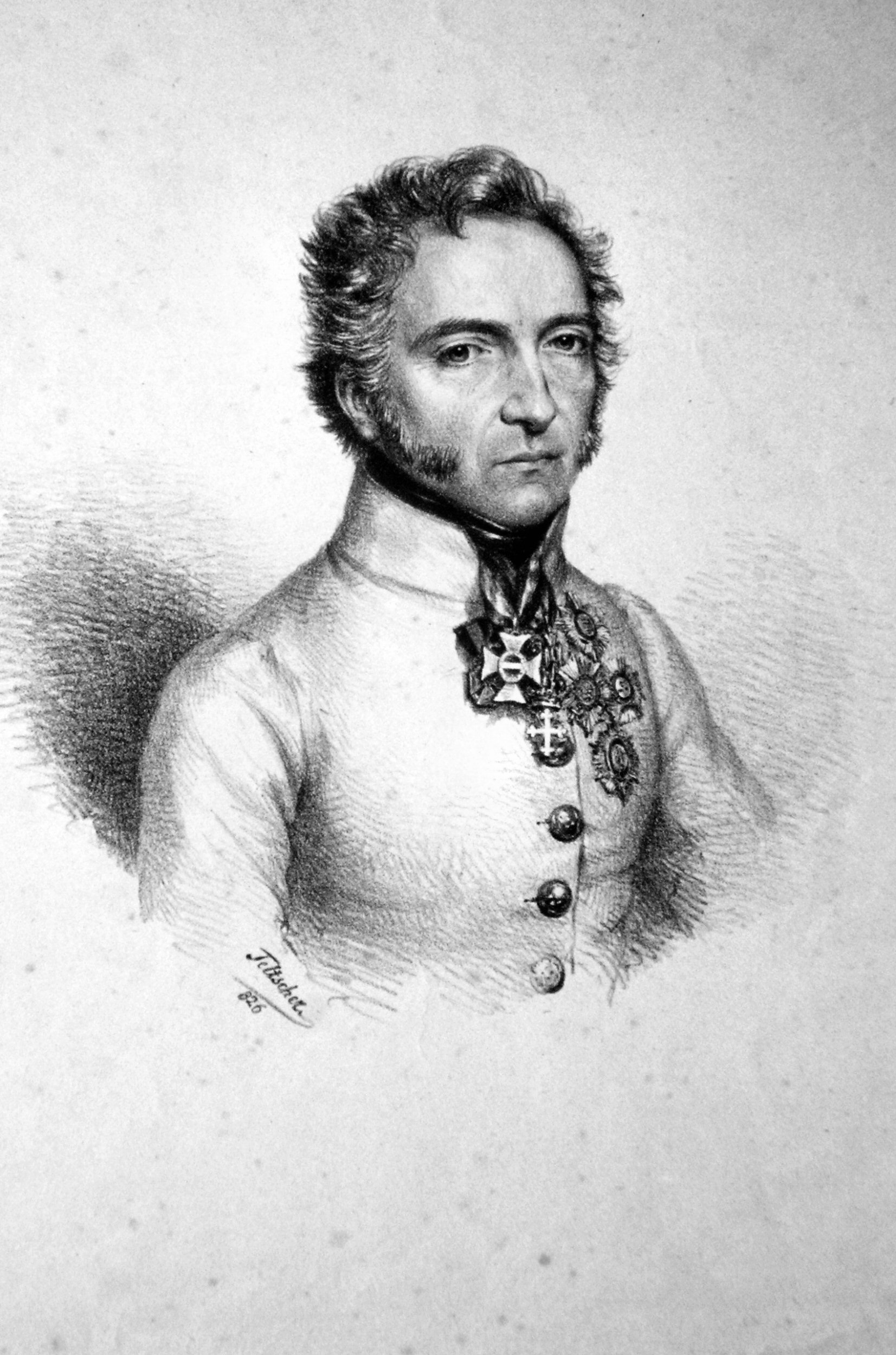
Porträt Nugents nach einer Lithographie von Josef Eduard Teltscher, 1826

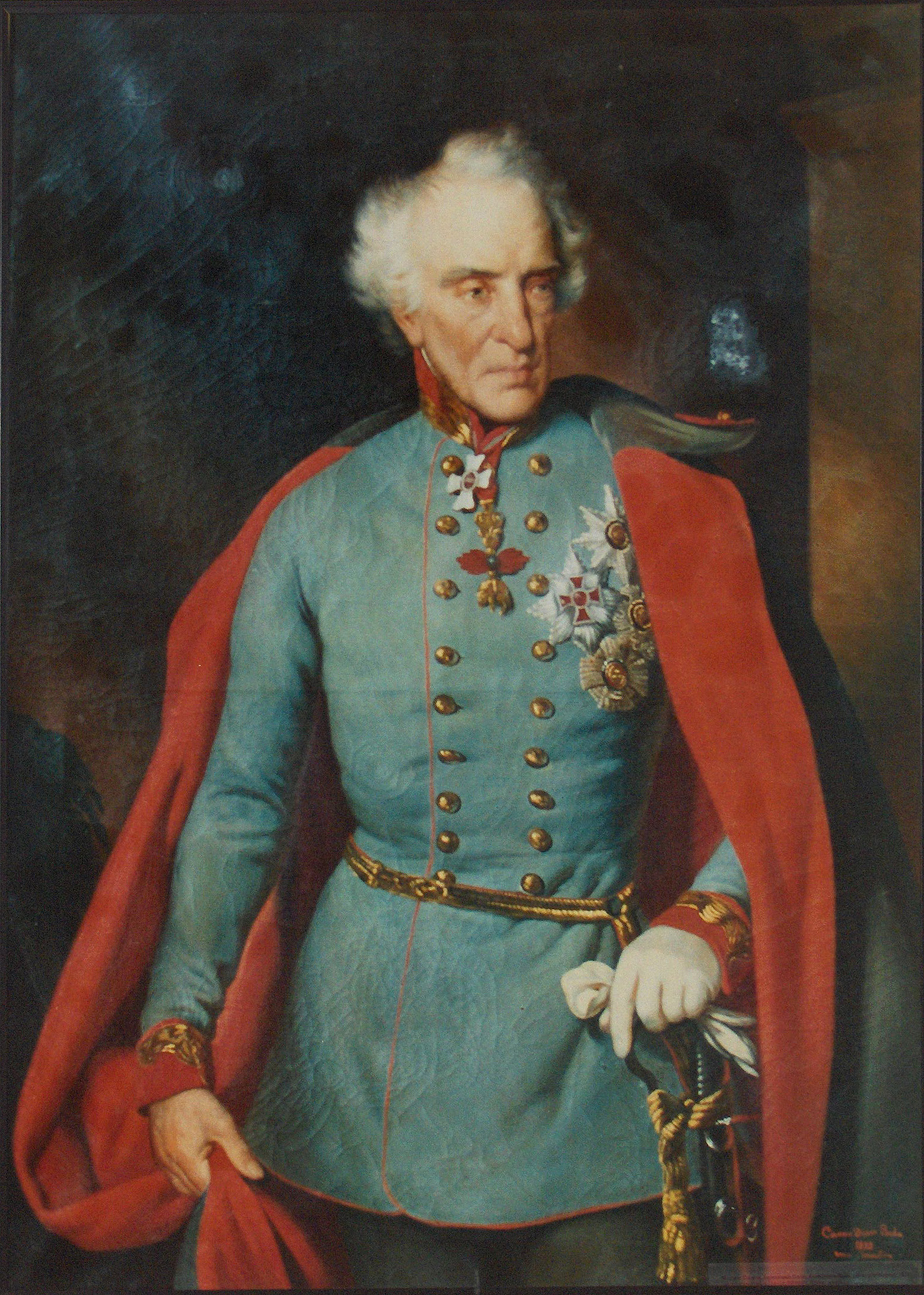
Laval Graf Nugent von Westmeath als Feldmarschall

Laval Graf Nugent von Westmeath (* 3. November 1777 zu Ballynacor in Irland; † 21. August 1862 auf Schloss Bosiljewo bei Karlstadt, Kroatien) war ein österreichischer Feldmarschall irischer Abstammung.

## Leben
Ein Nekrolog nennt den k. k. Feldzeugmeister Michael Anton Graf Nugent von Westmeath als Vater. Andere Quellen nennen Feldmarschallleutnant und Maria Theresien-Ritter Jakob Robert Graf Nugent von Westmeath als seinen Vater. Er entstammte jedenfalls einer Nebenlinie der Familie der irischen Earls of Westmeath. Er trat am 1. November 1793 als Kadett in das Ingenieurkorps der kaiserlichen Armee ein und wurde am 1. März 1794 zum Oberleutnant und am 15. April 1796 zum Hauptmann befördert. Als Adjutant fungierte er 1798 im Stab des Generalquartiermeisters bei der Italien-Armee und wirkte nach zeitgemäßen Berichten bei mehreren Gelegenheiten tapfer bei Turin (Mai 1799) und Varaggio (April 1800) mit. 
Am 1. Juni 1800 zum Major befördert schloss er Ende Juli mit dem französischen General-Adjutanten Reille einen Vertrag über die Demarkationslinie am Po ab.
Am 1. September 1805 wurde er zum Oberstleutnant ernannt, am 17. Juni 1807 erfolgte die Rangerhöhung zum Oberst, eine Position die mit dem Kommando über das Infanterie-Regiments Graf St. Julien Nr. 61 verbunden war.
Zu Beginn des Feldzuges von 1809 wurde er am 16. Februar in Norditalien zum Chef des Generalstabes der Armee des Erzherzog Johann ernannt und kämpfte in der Schlacht von Sacile mit. Nugent wurde am 24. Mai 1813 zum Generalmajor befördert und kämpfte im Feldzug von 1813 gegen den Vizekönig von Italien, Eugène de Beauharnais. Er eroberte Kroatien, Istrien und das Pogebiet zurück. Wenige Tage nach der Einnahme von Triest schiffte er sich mit einer Brigade nach Ravenna ein und führte seine Avantgarde gegen Ferrara und Malalbergo vor. Seine Truppen drangen an der Küste bis Rimini vor und nahmen Forlì und Cervia ein. Bis Ende 1813 stieß er mit seinen Truppen über Lugo und Faenza auf Bologna vor. Nach der Erstürmung von Cesenatico (8. Jänner 1814) zog er am 8. Februar in Modena ein, wo er im Namen Franz IV. von Este eine provisorische Regierung installierte.
Am 30. April 1815 wurde Graf Nugent zum Feldmarschallleutnant befördert und zum Inhaber des Infanterie-Regiments Nr. 30 ernannt. Im folgenden Feldzug befehligte er unter FML Bianchi den rechten Flügel der österreichischen Armee in Italien und besetzte am 3. Mai 1815 Rom. Darauf besiegte er die Neapolitaner unter Murat bei Ceprano, nochmals am 17. Mai in der Schlacht von San Germano und rückte auf Neapel vor. 1816 wurde er vom Papst in den römischen Fürstenstand erhoben. 1817 trat er als Generalkapitän in den Dienst Ferdinands I., König beider Sizilien, kehrte aber 1820 nach Ausbruch des Aufstandes zu Monteforte in österreichische Dienste zurück. Im Jahr 1829 zum Kommandanten des adriatischen Küstenlandes ernannt, verbesserte er die Wehrfähigkeit des Hafens von Triest und reorganisierte den Küstenschutz von Istrien. Am 18. September 1838 wurde er zum Feldzeugmeister erhoben und im folgenden Jahr zum Kommandierenden General in Mähren und Schlesien ernannt.
Im Revolutionsjahr 1848 erhielt er das Kommando über das sich in Innerösterreich sich bildende 2. Reservekorps, mit welchem er Radetzky gegen die Piemontesen zu Hilfe eilte. Seine Truppen überschritten am 17. April den Isonzo und marschierten am 23. in Udine ein. Am 30. April rückte seine Hauptmacht nach Pordenone, die Avantgarde nach Sacile vor. Ehe Nugent die Piave überschreiten ließ, brachte er sich zur Sicherung gegenüber den päpstlichen Truppen unter General Andrea Ferrari in den Besitz von Belluno (5. Mai) und konnte nach dem Gefecht von Cornuda (8. Mai) auch Treviso (11. Mai) sichern. Graf Nugent erkrankte und musste am 17. Mai sein Reservekorps an FML Graf Thurn abgeben. Nach seiner Wiederherstellung betrieb er im Dezember 1848 an der steirisch-ungarischen Grenze die Formierung eines neuen Hilfskorps, mit welchem er von Radkersburg an den südlichen Kriegsschauplatz in Ungarn rückte. Seine Truppen besetzten am 13. Februar 1849 Esseg und belagerten Peterwardein und wurden dann dem Befehl des Baron Jellačić unterstellt. Schon Mitte Juli 1849 hatte er im Raum Pettau ein neues Reservekorps zusammengezogen und rückte nach Körmend vor. Am 5. August erreichte sein Korps Fünfkirchen, wo es auf 16.000 Mann verstärkt wurde. Anfang September übernahm Graf Nugent den Oberbefehl über die Belagerung von Komorn, welche unter dem Oberbefehl des Feldzeugmeister von Haynau am 2. Oktober zur Kapitulation der ungarischen Garnison führte.
Für seine Leistungen im Krieg gegen den ungarischen Aufstand wurde er am 16. Oktober 1849 zum Feldmarschall ernannt. Laval Graf Nugent von Westmeath starb am 21. August 1862 auf dem Schloss Bosiljewo bei Karlstadt. Sein Leichnam wurde in die Gruft „Heldenfrieden“ (kroat. Mir junaka) auf Trsat überstellt.
Er stiftete am 9. Februar 1861 das Fideikommiss bestehend aus den Herrschaften Bosiljevo, Stelnik, Terzat, Kaftel und Dubovaß in Kroatien.

## Familie
Graf Laval heirate 1815 die Duchessa Johanna di Riario-Sforza (* 1800; † 25. März 1855). Diese war Sternkreuz-Ordens- und Palastdame der Kaiserin von Österreich sowie das einzige Kind und Erbtochter des 1797 gestorbenen Raphael di Riario-Sforza († 1797) und der Prinzessin Beatrix von Polen und Sachsen. Das Paar hatte mehrere Kinder:
- Albert Eugen Laval (* 25. September 1816; † 31. Juli 1896), kais. Oberst in der Armee, römischer Fürst, Magnat von Ungarn und Landstand in Krain ⚭ 1865 Therese Bachmann (* 18. Juni 1833; † 5. März 1916)[2]
- Gilbert Laval (* 1. Oktober 1822; † 2. November 1864), Ehrenritter des souveränen Malteserordens, k. k. Kämmerer
- Arthur Patrick Laval (* 17. März 1825), Oberstleutnant und Flügeladjutant seines Vaters ⚭ 1879 Marie Ditković Edle von Zitomir, Witwe des Sigismund Grafen Vojtffy von Klokoč und Trebinje[3]
- Beatrix (* 1822; † 26. März 1880)[4], Sternkreuz-Ordensdame

⚭ Marquis Maximilian Strozzi-Sagrali
⚭ 1864 Prinz Leopold von Croÿ-Dülmen (* 1827; † 1894), k.k. Generalmajor und Kommandeur der 57. Infanteriebrigade
- Johanna Lilla († 15. Januar 1874)[6] ⚭ Graf Anton Pallavicini-Fibba[7]

## Museale Rezeption
Im Wiener Heeresgeschichtlichen Museum ist der um 1833 an Feldmarschall Laval Graf Nugent von Westmeath, damals Militärkommandant des Küstenlandes, verliehene Ehrensäbel der Stadt Fiume ausgestellt. Die hohl geschliffene Klinge zeigt in Gold tauschiert einerseits das Wappen der Familie Nugent, andererseits jenes der Stadt Fiume mit der Inschrift: „Urbs Flumen grata“.